# Dietrich Kämper
Dietrich Kämper (* 29. Juni 1936 in Melle, Niedersachsen) ist ein deutscher Musikwissenschaftler.

## Leben
Dietrich Kämper studierte an den Universitäten Köln und Zürich mit Forschungsaufenthalten in Bologna, Florenz und Rom. Er promovierte 1963 über Franz Wüllner – Leben, Wirken und kompositorisches Schaffen an der Universität zu Köln, wo er 1967 sich für Musikwissenschaft habilitierte. Seit 1986 war er Inhaber des neu errichteten Lehrstuhls für Musikwissenschaft an der Hochschule für Musik und Tanz Köln. 1995 schließlich wurde er an die Universität zu Köln berufen. Seine Forschungsschwerpunkte waren die Musik der Renaissance, die Musik des 20. Jahrhunderts sowie die Musikgeschichte des Rheinlandes.

## Musikwissenschaftlicher Autor
- Franz Wüllner, Arno-Volk-Verlag, Köln 1963
- Studien zur instrumentalen Ensemblemusik des 16. Jahrhunderts in Italien, Böhlau Verlag, Wien / Köln 1970
- Gefangenschaft und Freiheit – Leben und Werk des Komponisten Luigi Dallapiccola, Gitarre-und-Laute-Verlagsgesellschaft, Köln 1984
- Die Klaviersonate nach Beethoven, Wissenschaftliche Buchgesellschaft, Darmstadt 1987

## Musikwissenschaftlicher Herausgeber
- Richard Strauss und Franz Wüllner im Briefwechsel, Arno-Volk-Verlag, Köln 1963
- Max-Bruch-Studien – Zum 50. Todestag des Komponisten, Arno-Volk-Verlag, Köln 1970
- Rheinische Musiker – Folge 7, Merseburger Verlag, Kassel 1972
- Rheinische Musiker – Folge 8, Merseburger Verlag, Kassel 1974
- Rheinische Musiker – Folge 9, Merseburger Verlag, Kassel 1981
- Frank Martin, das kompositorische Werk – 13 Studien, Bericht über das Internationale Frank-Martin-Symposium, 18. bis 20. Oktober 1990 in Köln-Brauweiler, Schott Music, Mainz 1993
- Der musikalische Futurismus, Laaber-Verlag, Laaber 1999
- Alte Musik und Aufführungspraxis – Festschrift für Dieter Gutknecht zum 65. Geburtstag, Lit Verlag, Münster / Berlin / Wien / Zürich 2007
- Max Bruch und Philipp Spitta im Briefwechsel, Merseburger Verlag, Kassel 2013[2][3]

## Festschriften zum Geburtstag
- Musik – Kultur – Gesellschaft. Interdisziplinäre Aspekte aus der Musikgeschichte des Rheinlandes; Dietrich Kämper zum 60. Geburtstag, hrsg. von der Arbeitsgemeinschaft für rheinische Musikgeschichte, Norbert Jers, Merseburger-Verlag, Kassel 1996
- Aspetti musicali – musikhistorische Dimensionen Italiens 1600 bis 2000. Festschrift für Dietrich Kämper zum 65. Geburtstag, hrsg. von Norbert Bolin, Verlag Dohr, Köln 2001